# Chumbicha
Chumbicha est une localité argentine située dans la province de Catamarca et dans le département de Capayán, en Argentine. Le nom Chumbicha a ses racines dans la langue quichua où son nom signifie, « faire chumpi, la gaine ou la corde »[pas clair].

## Géographie
Elle est située près de la frontière avec la province de La Rioja, traversée par la route nationale 38 (RN 38) et bordée au sud par la route nationale 60 qui traverse le ravin de Cébila. À l'ouest, elle est adossée aux extensions montagneuses des Sierras del Ambato.

## Histoire
À l'origine, c'était une colonie de clans Diaguita. Elle a été officiellement fondée le 23 mai 1885 par le gouverneur Joaquín Acuña Molina, lorsque la branche du chemin de fer du Nord-Ouest de l'Argentine (Ferrocarril Noroeste Argentino) a été tracée parallèlement à l'actuelle RN 38, selon le plan du président Julio Argentino Roca. Ce moyen de transport permettait de relier l'activité commerciale de la province à d'autres provinces voisines, comme la branche qui allait à San Miguel de Tucumán, en contournant la chaîne de montagnes d'Ancasti au sud, parallèlement aux RN 60 et 157.

## Sismologie
La sismicité de la province de Catamarca est fréquente et de faible intensité, avec une fréquence sismique moyenne à importante tous les 30 ans dans des zones aléatoires. Ses dernières expressions ont eu lieu :
- 21 mars 1892, à 1 h 45 UTC-3 : avec 6 sur l'échelle de Richter ; comme dans chaque localité sismique, même avec un court silence sismique, l'histoire des autres mouvements sismiques régionaux est oubliée ;
- 21 octobre 1966, à 12 h 39 UTC-3 : avec 5 sur l'échelle de Richter ;
- 3 novembre 1973, à 14 h 17 UTC-3 : avec 5,8 sur l'échelle de Richter : à la gravité physique du phénomène s'ajoute l'oubli de la population face à ces événements récurrents ;
- 7 septembre 2004, à 8 h 53 UTC-3 : avec une magnitude d'environ 6,5 sur l'échelle sismologique de Richter[2].